# Волшебник Ох
«Волшебник Ох» — советский рисованный мультфильм, созданный режиссёром Давидом Черкасским на студии «Киевнаучфильм» в 1971 году. Сценарий Ефима Чеповецкого по мотивам украинской народной сказки «Ох».

## Сюжет
Это история про злого царя Оха. А началось всё с казака и его жены, у которых был единственный сын, но не радовал он супругов, потому что был ленив и ни к чему не стремился в жизни. Загоревали родители: что делать с непутёвым хлопцем, который целыми днями только ест да спит. Мать в отчаянии предложила отдать сыночка кому-нибудь в услужение. Тогда отец решил отвести отпрыска в другое царство, а там кто возьмёт, тому и отдать — может, чужие люди смогут его уму-разуму научить. Идут они долго ли — недолго, и вот пришли в тёмный лес. И встретили тут лесного царя Оха. С этого момента жизнь их изменилась навсегда.

## Создатели
- Автор сценария: Ефим Чеповецкий
- Режиссёр: Давид Черкасский
- Художник-постановщик: Радна Сахалтуев
- Оператор: Анатолий Гаврилов
- Звукооператор: И. Мойжес
- Художники-мультипликаторы: Нина Чурилова, Наталья Марченкова, В. Емельянова, Марк Драйцун, Евгений Сивокинь, Константин Чикин, Давид Черкасский
- Роли озвучивали:
  - Георгий Кислюк
  - В. Солтовская
- Песни исполняют артисты украинского народного хора им. Г. Верёвки: В. Бойко, М. Охрименко, О. Мельник, Е. Товмаг, М. Шраменко, Г. Присяжнюк, К. Кинах, К. Высотина, В. Харченко

## Награды
- ВКФ «Молодость-72», Киев, Приз «за лучший короткометражный фильм»

## Критика
По утверждению авторов изданной в 1984 году ВНИИ киноискусства Госкино СССР монографии «Советское кино. 70-е годы: Основные тенденции развития», фильм «Волшебник Ох» был смелым, новаторским, ярким по выразительным приёмам, форме и языку, произведением, в котором режиссёром Давидом Черкасским были опробованы новые искания и подходы к жанру украинской волшебной народной сказки, не получившие затем дальнейшего развития.
Авторы изданного в 1987 году научно-справочного издания «Кино: Энциклопедический словарь» отнесли ленту «Волшебник Ох» к числу лучших фильмов творческого объединения художественной мультипликации киностудии «Киевнаучфильм», снятых в 1960—1970-х годах.